# Cyrtanthus rhododactylus
Cyrtanthus rhododactylus är en amaryllisväxtart som beskrevs av Otto Stapf. Cyrtanthus rhododactylus ingår i släktet Cyrtanthus, och familjen amaryllisväxter. Inga underarter finns listade i Catalogue of Life.